# Ernest Meissonier
Pour les articles homonymes, voir Meissonier.
Ernest Meissonier, né le 21 février 1815 à Lyon et mort le 31 janvier 1891 à Paris (17e arrondissement), est un peintre et sculpteur français, spécialisé dans la peinture historique militaire et dans les scènes de genre.
Peintre très soucieux du détail authentique, il s'inscrit dans le mouvement académique, qui prédomine dans les arts plastiques sous le Second Empire. Couvert d'honneurs, il siège à l'Académie des beaux-arts et préside de nombreux jurys nationaux ou internationaux.
Même si Marcel Proust durant son adolescence, Guy de Maupassant et Robert Louis Stevenson le tenaient pour leur peintre préféré, et bien qu'étant grandement apprécié par Eugène Delacroix puis admiré par Vincent van Gogh, une partie de la critique, principalement posthume, jugea son œuvre dépourvue de spontanéité et de vie. La réputation du peintre traverse donc un purgatoire, et l'on cite souvent le jugement féroce d’Édouard Manet à propos d’un de ses tableaux de bataille : « Tout est en acier, excepté les cuirasses », ou le sobriquet de « géant des nains » dont le gratifiait Edgar Degas,, : il entendait par là que Meissonier était le plus notable des peintres comme Gervex, Carolus-Duran, Detaille…, que la critique moderniste du XXe siècle qualifiera de « pompiers ».

## Biographie
Meissonier, quatrième enfant d'un commerçant lyonnais, fait preuve d'un talent certain pour le dessin. Adolescent, il dessine des têtes au fusain et à l'estompe chez Julien Potier. Il quitte à 17 ans sa ville natale et entre dans l'atelier du peintre Léon Cogniet où il apprend à peindre. Il assiste notamment à la préparation de la peinture d'un plafond pour le musée du Louvre représentant l'expédition d'Égypte, une reconstitution historique qui lui permet d'avoir ses premiers contacts avec la peinture militaire.
Meissonier débute au Salon de 1834 avec les Bourgeois flamands. Il est successivement peintre d'éventails et d'images pieuses pour les éditeurs de la rue Saint-Jacques, puis s'essaie à l'illustration avec talent pour l'éditeur Curmer, avec notamment la publication de Paul et Virginie et de La Chaumière indienne de Bernardin de Saint-Pierre. Ses amis de l'époque sont Honoré Daumier et Charles-François Daubigny. Lors des journées de juin 1848, Meissonier est de service comme capitaine d'artillerie dans la Garde nationale, qui réprime alors des soulèvements ouvriers réagissant à la fermeture des ateliers nationaux. Bouleversé par cette expérience, il décide d'en réaliser une huile sur toile intitulée La barricade, ou Souvenir de la guerre civile à partir d'un croquis. Cette huile, il la représente à partir de sa réminiscence douloureuse de l'évènement : on y voit les derniers regards figés des cadavres entassés de révoltés, le tout dans une ambiance glaciale représentant bien l'horreur de ces jours damnés.
Ernest Meissonier commence cependant sa carrière de peintre dans un registre plus classique, avec des scènes de genre dépeignant la vie quotidienne au XVIIe ou au XVIIIe siècle : joueurs de cartes, joueurs d'échecs, homme attendant à sa fenêtre, fumeur, joueurs de boules. Il obtient un succès grandissant, à tel point qu'on en vient même à le comparer aux maîtres flamands auxquels il est d'ailleurs lui-même fort attaché.
Mais c'est en peignant des scènes militaires que l'artiste obtient les honneurs officiels (chevalier de la Légion d'honneur en 1846, officier en 1856, commandeur en 1867, Grand officier en 1880, Grand Croix en 1889). Il est élu membre de l'Académie des beaux-arts en 1861. Parmi ses tableaux historiques, on peut citer 1805, les Cuirassiers avant la charge, La Campagne de France, 1814 ou encore une commande officielle Napoléon III à Solférino, en quoi il demeure avec ce dernier, avec « Alfred de Dreux, Ange Tissier, Adolphe Yvon et Franz Xaver Winterhalter, parmi les peintres que Napoléon III considéra comme les plus doués serviteurs de la gloire impériale ». Avec son ami l'historien Michelet, il incite le peintre de paysage Paul Huet à se présenter à l'académie des Beaux-Arts, mais celui-ci échoua.
Meissonier applique systématiquement la même méticulosité d'historien dans tout le travail préparatoire de ses œuvres, ce qui fait de lui une référence en matière d'uniformologie.
En 1890, Meissonier participe, avec Louise Catherine Breslau, Pierre Puvis de Chavannes, Carolus-Duran, Félix Bracquemond, Jules Dalou, Auguste Rodin et Carrier-Belleuse, à la refondation de la Société nationale des beaux-arts. Il est élu président, avec Dalou comme vice-président. Cette société recommence à organiser des expositions annuelles au Salon du Champ-de-Mars, traditionnellement une quinzaine après l’officiel Salon des Champs-Élysées, organisé par la Société des artistes français. Quand il meurt l’année suivante, Pierre Puvis de Chavannes lui succède avec Auguste Rodin comme vice-président.
Il meurt le 31 janvier 1891 dans le 17e arrondissement de Paris dans l'immense hôtel particulier qu'il s'était fait construire entre 1874 et 1877 au 131 boulevard Malesherbes par l'architecte Paul Boeswillwald et qui fut démoli en 1894 pour laisser place à un immeuble d'habitation.
Il est inhumé au cimetière de la Tournelle à Poissy, où il vécut à partir de 1846 et dont il fut maire pendant un an.

## L’œuvre

### Le peintre

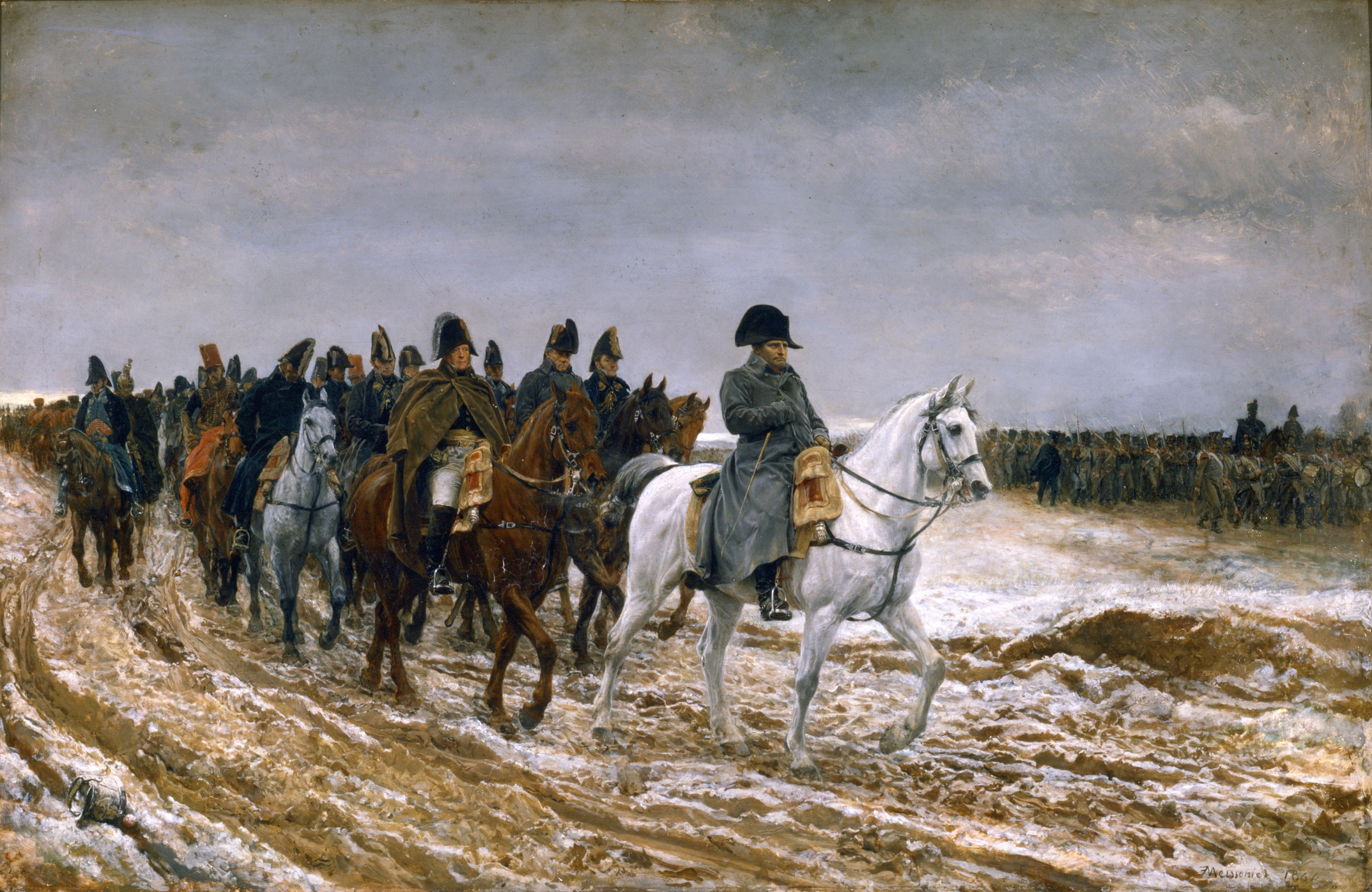
Peinture de Meissonier : Campagne de France, 1814 : Napoléon et son état-major derrière lui; de gauche à droite, Ney (manteau sur les épaules), Berthier, Flahaut; derrière Ney, un inconnu tombant de fatigue, puis Drouot et, derrière Flahaut, peut-être Gourgaud,,.

Peintre académique, même s'il n'était pas issu de l’École des Beaux-Arts, son style de peinture s'inspire à ses débuts des scènes de genre (La visite chez le bourgmestre, Le jeu de piquet) des canons de l'âge d'or de la peinture néerlandaise. Théophile Gautier le compare même aux maîtres flamands du XVIIe siècle comme Gerard ter Borch, Gabriel Metsu, Pieter de Hooch et Vermeer de Delft). Il n'hésite pas à peindre parfois ses paysages d'arrière-plan à la manière des romantiques comme Eugène Delacroix, inspiration visible dans Le Siège de Paris, voire s'essayant même à ce que l'on pourrait qualifier de quasi-impressionnisme par des traits fugitifs, mettant l'accent sur la sensation visuelle plutôt que la représentation exacte comme dans Bords de la Seine à Poissy. Il est considéré de son vivant comme l'un des plus grands maîtres de la peinture contemporaine. Lui-même disait que sa particularité n'était pas son coup de pinceau, mais son sens de l'analyse : « Je peins comme tout le monde. Seulement je regarde toujours. Lorsque je peins le pied d'un fauteuil, je me lève et je vais regarder la forme précise. Savoir regarder, c'est tout. ». Connu pour ses scènes représentant la geste napoléonienne (réalisées sous le Second Empire et la Troisième République), Meissonier a eu en son temps gloire et honneurs, mais aussi des critiques virulentes, exacerbées après sa mort. Ses peintures sont les plus chères qui se soient vendues du vivant de l'artiste au XIXe siècle, ainsi entre 1884 et 1890 pouvait-il vendre certains de ces tableaux entre 100 000 et près de 200 000 francs de l'époque.
Une de ses œuvres les plus connues est le tableau intitulé Campagne de France, 1814. D'un petit format assez inhabituel pour une peinture d'histoire militaire, ce tableau témoigne de son savoir-faire habile et minutieux. Malgré les dimensions réduites, la vaste étendue de la plaine désolée et le lourd ciel gris donnent de l'ampleur à la scène, tout comme la perspective dilatée autour de la figure centrale de l'Empereur, magnifié par un point de vue en léger contrebas. Les moindres détails sont restitués avec minutie. Le directeur de l'École des beaux-arts, Charles Blanc, disait d'ailleurs de Meissonier qu'il « peignait grandement en petit ».

### L'illustrateur
Activité ayant permis à l'artiste durant ses débuts d'avoir l'aisance financière suffisante pour s'adonner parallèlement à la peinture, l'illustration est un domaine dans lequel il se fit une sérieuse réputation par ses réalisations dans des œuvres issus de la Comédie humaine de Balzac, puis de Paul et Virginie de Bernardin de Saint-Pierre pour l'édition Curmer de 1838 ou encore Notre-Dame de Paris de Victor Hugo pour l'édition de 1876.
Ernest Meissonier fait en effet partie des illustrateurs d'Honoré de Balzac avec cinq dessins illustrant la Comédie humaine : La Maison du chat-qui-pelote, Le Bal de Sceaux, La Bourse, La Femme abandonnée, La Femme de trente ans.
L'universitaire et académicien Octave Gréard disait à ce propos : « N'eût-il laissé que ses illustrations, il aurait une place dans l'histoire de l'art ».

### Le sculpteur
Si l’œuvre sculpté d’Ernest Meissonier demeure peu exposé, parfois dans l’ombre de son œuvre peint, ses sculptures sont toutefois présentées après son décès à la galerie Georges Petit en mars 1893 avec 11 cires, mais aussi à l’École des beaux-arts de Paris où sont exposés cinq bronzes et quelques cires originales.
Ce n’est qu'en 1993 que l’œuvre sculpté d’Ernest Meissonier est présenté pour la première fois, quasi complet, lors de la rétrospective que lui consacre le musée des beaux-arts de Lyon. D’après le catalogue paru à cette occasion et d’anciennes photographies des ateliers Meissonier, l’absence de quelques pièces est remarquable. En effet, certaines sculptures n’ont pas été acheminées pour l’exposition en raison de leur fragilité ou de leur mauvaise conservation, ce qui est notamment le cas de la cire du  Voyageur actuellement conservée à Paris au musée d’Orsay, du Croisé, et de la cire Cheval au galop, conservée à l’époque dans une collection particulière et qui, sans raison documentée, n’a pas été exposée. Pour le reste des pièces manquantes, il s’agissait d’un défaut de localisation.

#### La sculpture: un travail de maquette
Les œuvres sculptées d’Ernest Messonier peuvent être comprises ipso facto par l’origine, l’objectif de leur réalisation. En effet, la recherche réaliste dans l’œuvre de l’artiste consiste avant tout à la préparation méticuleuse de ses représentations peintes, pour lesquelles il réalise des maquettes sculptées. La sculpture est donc l’étape préalable à la peinture, la représentation tridimensionnelle des figures réalisée pour sentir le mouvement des personnages et comprendre les jeux de lumière afin de donner une représentation peinte la plus réaliste possible.
L’origine préparatoire de la sculpture explique d’une part le fait qu’elle n’ait été que peu exposée — les esquisses ou maquettes ne font objet d’exposition que dans les expositions contemporaines — mais justifie aussi l’emploi de la cire pour les sculptures, un matériau très malléable qui se conserve très mal.

#### Recherche d’un réalisme historique
Meissonier réalise donc ses sculptures préparatoires dans une quête de réalisme et cherche à provoquer l’émotion (par exemple, le corps au vent du Voyageur soumis à la dureté des éléments, luttant pour avancer). Cette volonté d’être au plus proche du réel pour susciter l’émotion est une caractéristique du romantisme dans la peinture du XIXe siècle.
Ainsi, lorsque l’artiste sculpte la cire, il se concentre sur la compréhension et la recherche du juste mouvement de ses figures notamment lorsqu’il travaille les chevaux afin d’être au plus près d’une mise en situation réelle. Meissonier déclarait à cet effet prendre beaucoup de plaisir à manier la cire, notamment dans l’aisance de sa flexibilité : « On ne peut concevoir quel plaisir c’est de modeler avec une bonne cire. C’est une ivresse immédiate de créateur… Vous n’avez pas idée à quel point ce travail de maquette est attrayant et passionnant… ».
Cette recherche autour de la figuration équine devient dès lors une de ses spécialités, notamment reconnue par ses pairs. Ainsi, le peintre impressionniste Edgar Degas, qui n’appréciait guère l’artiste ni son œuvre, reconnaissait toutefois la qualité de ses recherches et l’exhaustivité de ses connaissances sur les équidés : « ce mauvais peintre était un des hommes les plus renseignés sur le cheval que j’ai jamais connus ».
Si Meissonier sculpte pour arriver au juste mouvement, il utilise aussi la figuration sculptée afin d'appréhender le rôle de la lumière, à l'instar des boîtes optiques de Nicolas Poussin, notamment dans les scènes de bataille. Poursuivant cette même quête du réel, la conception miniature de ces figures lui permet de les placer et déplacer physiquement dans l’espace, d’observer la réalité des jeux d’ombres et de lumière sur ses personnages et d’affirmer ou de réfuter ses projections. La justesse et le perfectionnisme de ses maquettes sont d’ailleurs soulignés par le critique d’art François Thiébault-Sisson qui dit à cet effet : « Il a besoin de personnages assis sur un banc, il en exécute dans de minimes proportions, des poupées qu’il habille de costumes identiques à ceux des acteurs de la scène. C’est le moyen pour lui de constater, en exposant ses bonshommes au soleil, si les reflets qu’il soupçonne sont exacts, si les jeux de lumière auxquels il assigne un rôle dans le tableur produiront l’effet qu’il espère. »

## Collections publiques

### Peinture
- 1833-1834 : Bourgeois flamands, Salon de 1834[36], Wallace Collection, Londres.
- 1835 : Madame Ferriot, musée d'Orsay, Paris[37].La barricade, rue de la Mortellerie, juin 1848, dit aussi Souvenir de guerre civile pour la version plus détaillée présentée ici, Paris, musée du Louvre.

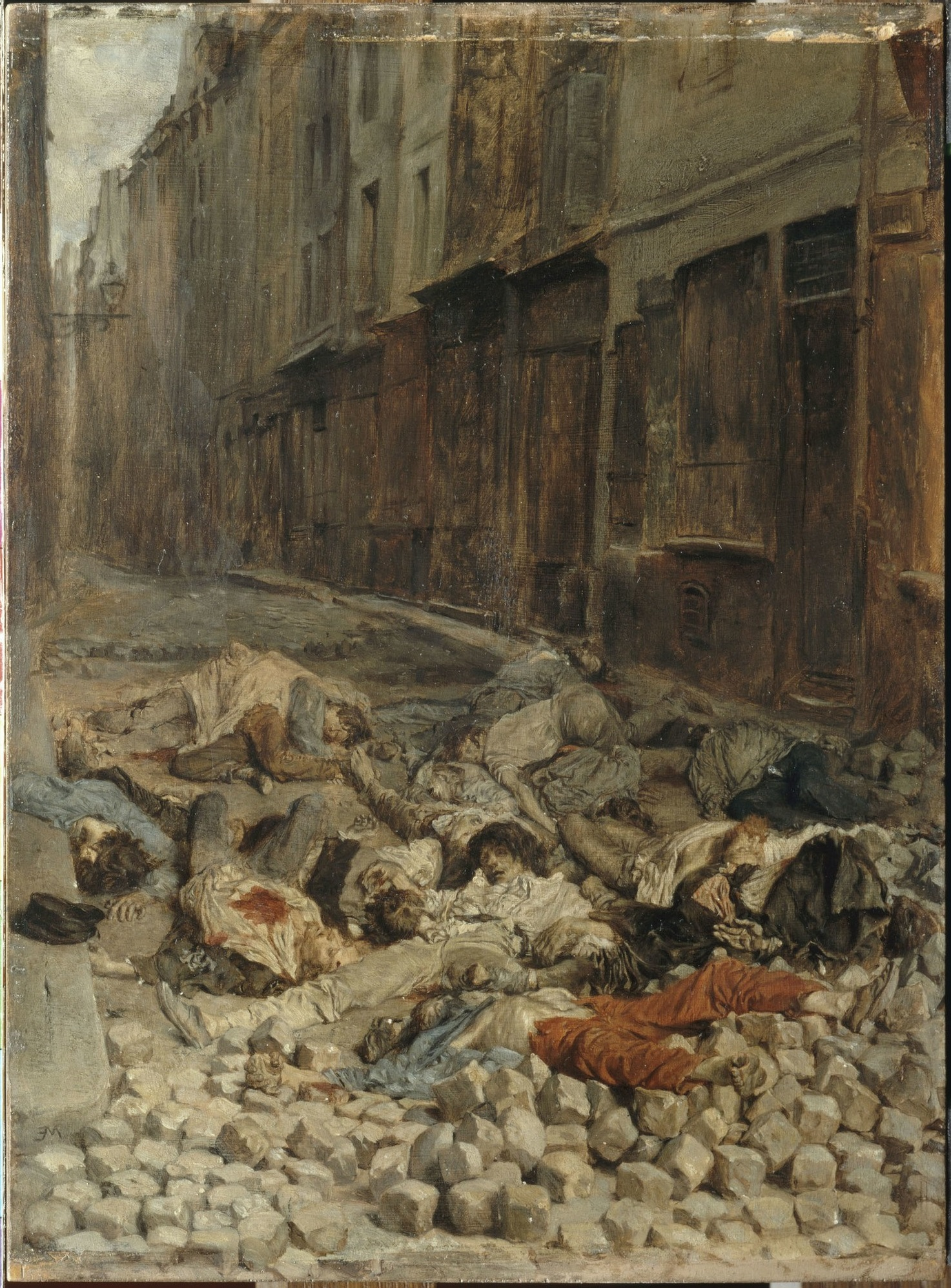
La barricade, rue de la Mortellerie, juin 1848, dit aussi Souvenir de guerre civile pour la version plus détaillée présentée ici, Paris, musée du Louvre.

- 1838 : Isaïe, Wallace Collection, Londres[38].
- Vers 1840 : Le cardinal de Granvelle, musée du Château de Versailles[39].
- Vers 1845 : Samson abattant les Philistins, esquisse, musée d'Orsay, Paris[40].
- 1847 : Portrait de John Lemoinne, huile sur bois, 14 × 9 cm, musée Marmottan, Paris[41]
- Vers 1847 : Corps de garde, Wallace Collection, Londres[42].
- Vers 1848 : La Barricade, musée du Louvre, Paris[43],[44].
- Vers 1849 : Souvenir de guerre civile, version plus aboutie de La barricade, musée du Louvre, Paris[43].
- 1851 : Homme choisissant son épée, Château de Compiègne[45].
- 1851 : Une Sentinelle : Période de Louis XIII, Wallace Collection, Londres[46].
- Vers 1852 : A l'ombre des bosquets chante un jeune poète, Wallace Collection, Londres[47].
- Vers 1852 : Jeune homme travaillant ou Jeune homme écrivant, musée du Louvre, Paris[48]
- 1852 : Les Tueurs à gages, Wallace Collection, Londres[49].
- 1853 : Le liseur près de la fenêtre ou « Le liseur noir », Château de Compiègne[50].
- 1853 : Au cabaret, un reître et Sloughy, le lévrier du peintre, musée d'Orsay, Paris[51].
- 1854 : Un homme habillé en noir fumant une pipe, National Gallery, Londres[52].
- 1855 : Une rixe, Royal Collection, Londres.
- 1855 : Homme lisant,  Wadsworth Atheneum Museum of Art[53].
- 1855 : Portrait d'Alexandre Batta, violoncelliste, Château de Versailles[54].Le Siège de Paris, musée d'Orsay, Paris.

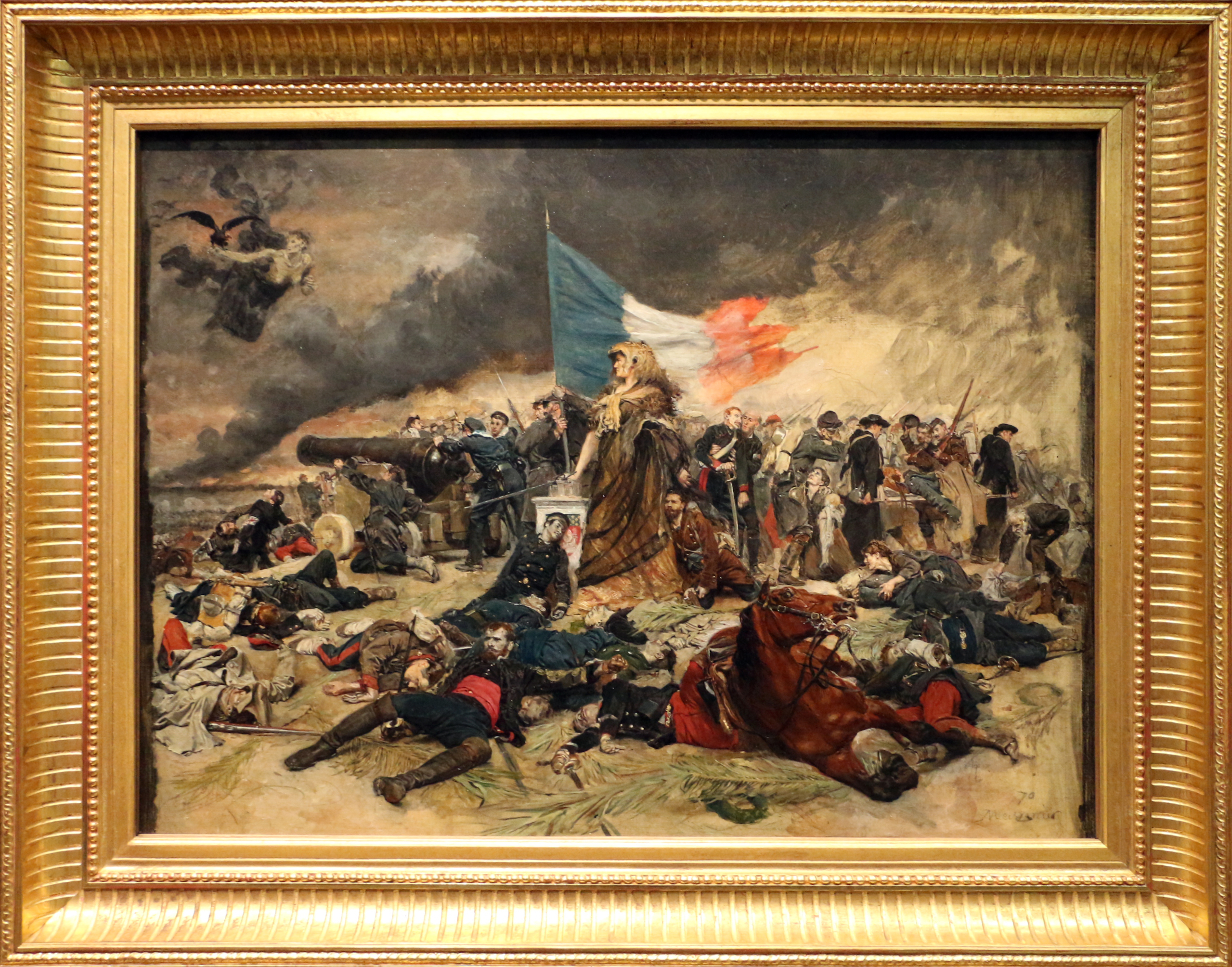
Le Siège de Paris, musée d'Orsay, Paris.

- 1855 : Le Dessinateur, époque Louis XV, Château de Compiègne[55].
- 1856 : Un cavalier du temps de Louis XIV, Wallace Collection, Londres[56].
- 1856 : Les Joueurs d'échecs, Kunsthalle de Hambourg[57].
- 1857 : Le Liseur blanc, musée d'Orsay, Paris[58].
- 1858 : La Partie perdue, Wallace Collection, Londres[59].
- 1858 : Joueur de flûte, Château de Compiègne[60].
- 1859 : Un poète, musée du Louvre, Paris[61].
- 1860 : En attendant l'audience, musée d'Art et d'Histoire, Poissy[62].
- 1860 : Au Tourne-bride ou Tournebride en forêt de Saint-Germain, musée d'Orsay, Paris[63].
- 1860 : Le Vin du curé, musée des Beaux-Arts, Reims[64].La Vedette[65]

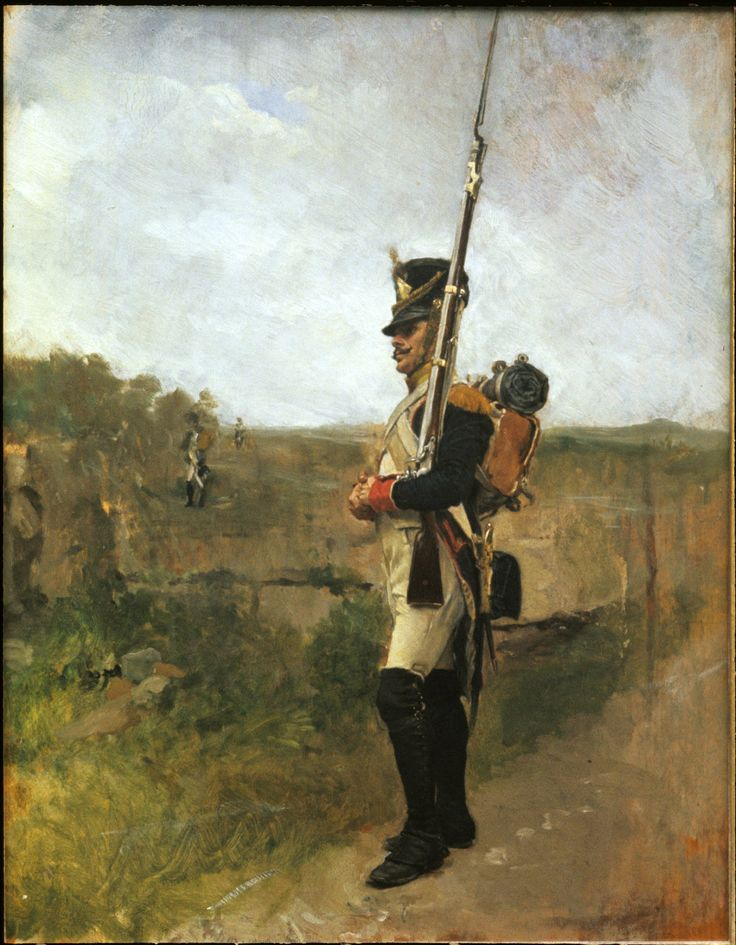
La Vedette

- 1860 : Visite à l'atelier de l'artiste, palais des Beaux-Arts, Lille[66].
- 1860 : Les Amateurs de peinture (dans le goût du XVIIIe siècle) ou Un peintre, musée d'Orsay, Paris[67].
- 1860 : Mousquetaire, musée d'Art et d'Industrie André Diligent (La Piscine), Roubaix[68].
- 1860 : Polichinelle, Wallace Collection, Londres[69].
- 1861 : Un capitaine au temps de Louis XIII, Wallace Collection, Londres[70].
- Vers 1862 : Halte devant une Auberge, Wallace Collection, Londres[71].
- 1863 : Napoléon III à Solférino, musée du Louvre, Paris.
- 1863 : La Vedette des dragons sous Louis XV, musée Condé, Chantilly[72].
- 1863 : Napoléon Ier en 1814, musée de l'Armée, Paris[73].
- 1864 : La Campagne de France, 1814, musée d'Orsay, Paris[74].
- 1864 : Napoléon III entouré de son état-major, musée du Second Empire, Compiègne[75].
- 1865 : L'Auberge du bord de la route, Wallace Collection, Londres[76].
- 1865 : Le Rieur, époque XVIIe siècle, château de Compiègne[77].
- 1866 : Dragon à cheval tenant un pistolet, Château de Compiègne[78].
- 1867 : Le Colonel Félix Massue, Wallace Collection, Londres[79]Un jeu de piquet, musée national de Cardiff.

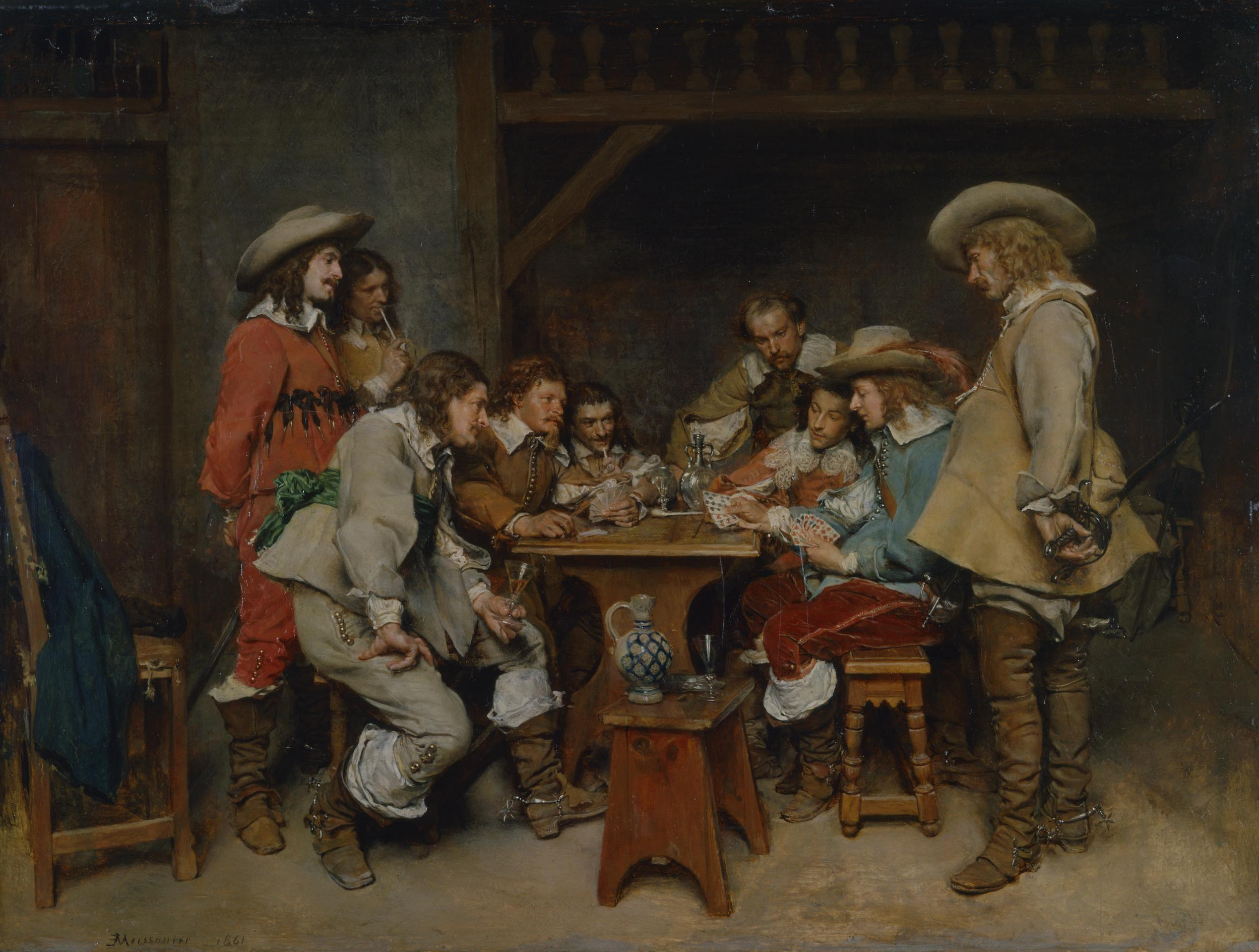
Un jeu de piquet, musée national de Cardiff.

- 1868 : Antibes, la promenade à cheval, l'artiste et son fils Charles, musée d'Orsay, Paris[80].
- 1869 : Le Cheval de l'ordonnance, musée d'Orsay, Paris[81].
- 1869 : Les Ordonnances, musée Massey de Tarbes[82].
- 1869 : Les Blanchisseuses à Antibes, musée d'Orsay, Paris[83].
- 1869 : Napoléon et son état-major, Wallace Collection, Londres[84].
- 1871 : Vue du jardin de Poissy sous la neige, musée d'Art et d'Histoire, Poissy[85].
- 1872 : La Partie de piquet, musée Anne-de-Beaujeu, Moulins.
- 1872 : Josefa Manzanedo e Intentas de Mitjans, marquise de Manzanedo, musée du Prado, Madrid[86].
- 1874 : Gentilhomme Louis XIII, musée d'Orsay, Paris[87].
- Vers 1875 : Portrait de l'artiste dans son atelier, musée d'Orsay, Paris[88].Napoléon III à la bataille de Solférino, musée du Second Empire, Château de Compiègne.

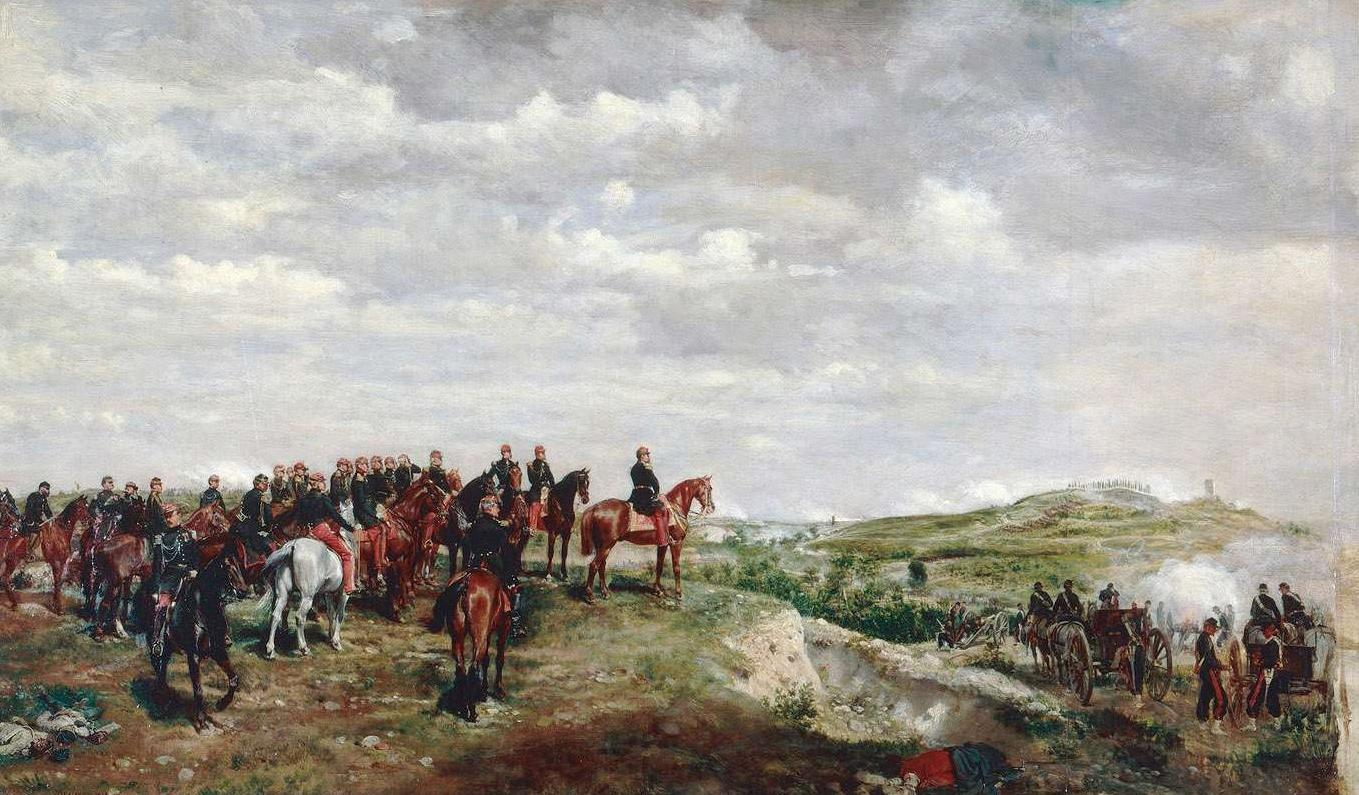
Napoléon III à la bataille de Solférino, musée du Second Empire, Château de Compiègne.

- 1875 : 1807, Friedland, Metropolitan Museum of Art, New York[89]
- Vers 1876 : Dragon en vedette dans la campagne, musée d'Orsay, Paris[90].
- 1877 : Étude de cuirassier, musée Grobet-Labadié, Marseille[91].
- 1877 : Alexandre Dumas fils, Château de Versailles[92].
- 1878 : 1805, Les Cuirassiers avant la charge ou Les cuirassiers de 1805, avant le combat, Château de Chantilly[93].
- 1879 : Un gentilhomme sous Louis XV, musée d'Art et d'Histoire, Poissy[94].
- 1879 : Dragon en vedette dans la campagne, regardant à droite, musée d'Orsay, Paris[95].
- 1879 : Personnage en redingote, dessin aquarellé, musée d'Art et d'Histoire, Poissy[94].
- Vers 1880 : Henri IV et sa cour descendant l'escalier, musée national du château de Pau[96].
- 1880 : Dragon en vedette dans la campagne, regardant à gauche, musée d'Orsay, Paris[97].
- 1880 : Gentilhomme frisant sa moustache, musée d'Orsay, Paris[98].Polichinelle, Wallace Collection, Londres.

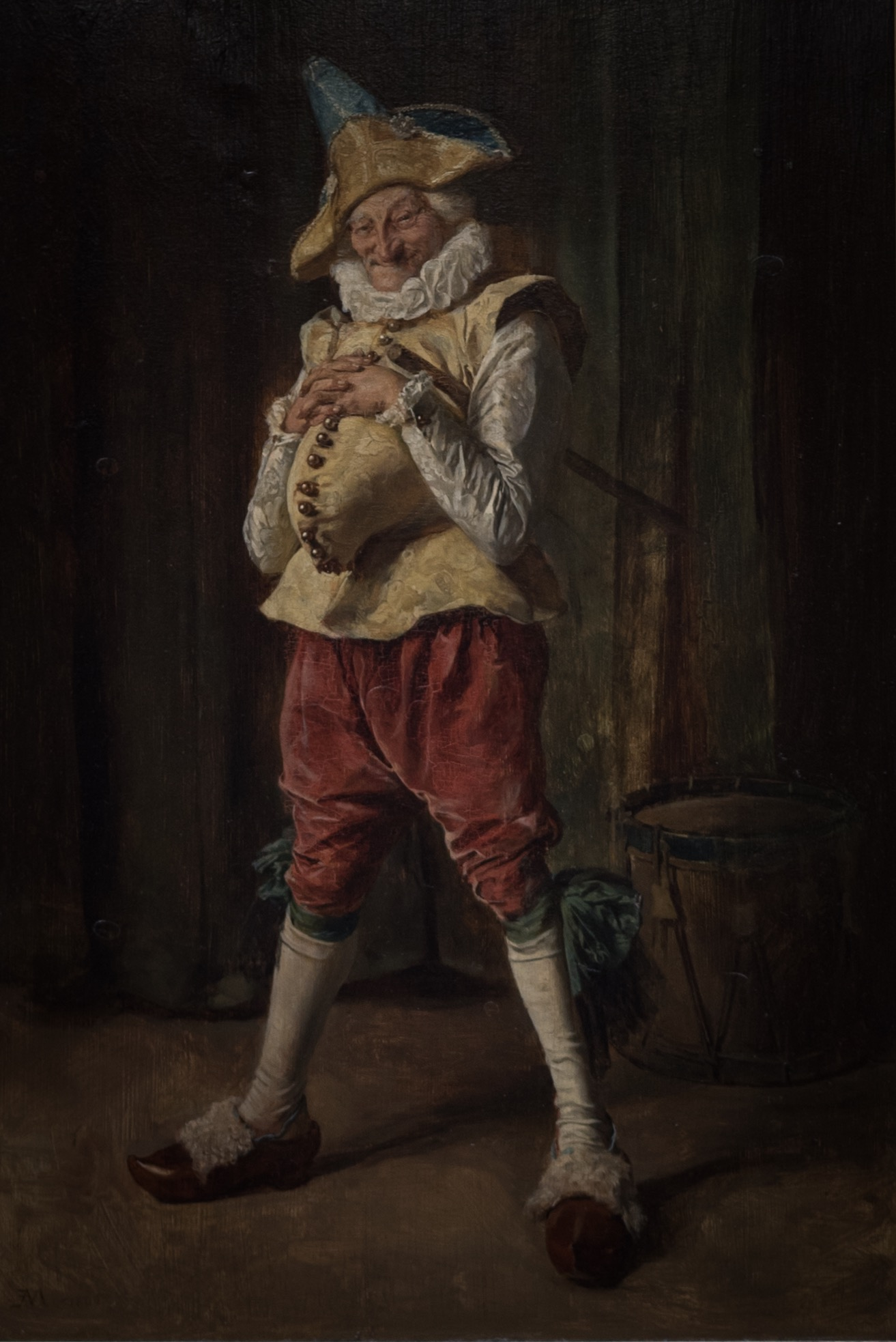
Polichinelle, Wallace Collection, Londres.

- 1882 : Saint-Marc de Venise, la Madonna del Baccio, musée d'Orsay, Paris[99].
- Avant 1883 : Jeune Femme chantant, musée d'Orsay, Paris[100].
- Vers 1883 : Dragon à cheval portant le manteau en bandoulière, musée de l'Armée, Paris[101].
- 1883 : Les Ruines des Tuileries, musée du Second Empire, Compiègne[102].
- 1884 : La Seine à Poissy, Philadelphia Museum of Art.
- 1884 : Le Siège de Paris, musée d'Orsay, Paris[103],[104].
- 1888 : Venise : le Grand Canal, vue prise du seuil de la Casa Fumagalli, musée d'Orsay, Paris[105].
- 1889 : L'auberge au pont de Poissy ou Le postillon, musée d'Orsay, Paris[106]
- 1889 : Bords de la Seine à Poissy, musée d'Orsay, Paris[19]
- 1889 : Portrait de l'artiste, musée d'Orsay, Paris[107]
- 1890 : Personnage de la comédie italienne, musée d'Art et d'Histoire, Poissy[94].
- 1891 : Le Matin de Castiglione, musée Anne-de-Beaujeu, Moulins.

Sans date :
- Cavalier dans l'orage, musée du Louvre, Paris[108].
- Les Voyageurs, musée d'Orsay, Paris[109].
- Le Dernier adieu au chevalier ou Cavalier et jeune femme regardant du haut d'un escalier, musée d'Orsay, Paris[110].
- Le chapeau de paille, musée Magnin, Dijon[111].Autoportrait, Paris, musée d'Orsay.

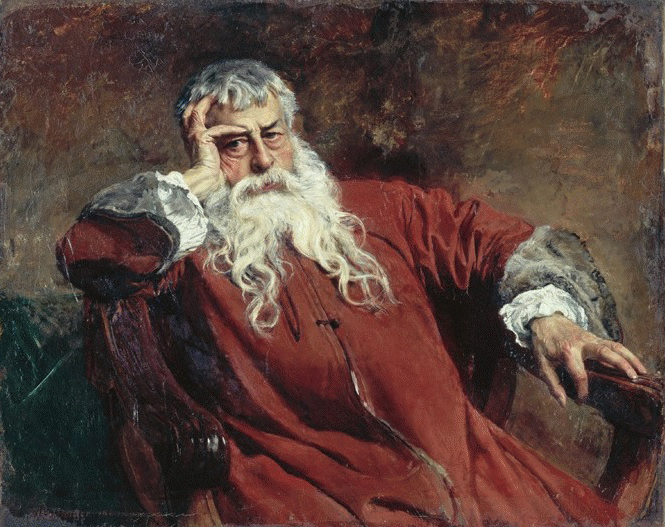
Autoportrait, Paris, musée d'Orsay.

- L'Escalier de bois de la cathédrale de Lausanne, musée d'Orsay, Paris[112].
- L'Attente, Château de Compiègne[113].
- La Confidence, Château de Compiègne[114].
- Antibes, étude, musée d'Orsay, Paris[115].
- Un Peintre montrant ses dessins, Wallace Collection, Londres[116].
- Le Fumeur, Château de Compiègne[117].
- Le Liseur (époque Louis XIII), musée du Louvre, Paris[118].
- Femme en prière à Saint-Marc de Venise, musée du Louvre, Paris[119].
- Les Oliviers à Antibes, musée du Louvre, Paris[120].
- Le Maréchal Lannes à cheval, musée de l'Armée, Paris[121].
- Le Maréchal Bessières à cheval, musée de l'Armée, Paris[122].
- Portrait du Docteur Lecaudey, musée Quesnel-Morinière, Coutances[123].

### Sculpture
- musée de Grenoble :

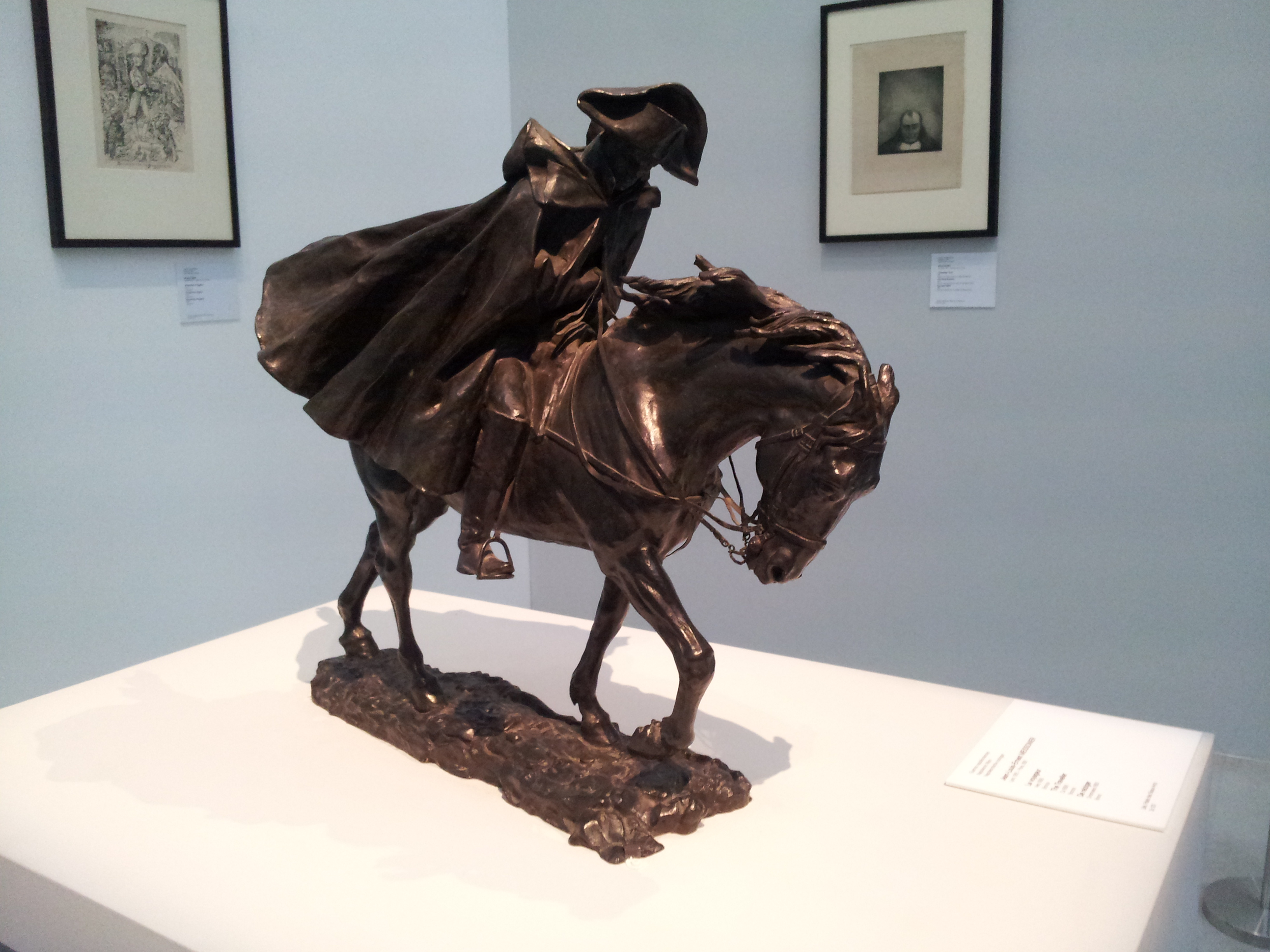
Le voyageur. Bronze, vers 1890.

  - Homme nu ou gladiateur, bronze (MG 1215) ;
  - Gladiateur au glaive, bronze (MG 1216) ;
  - Le Hérault de Murcie, bronze (MG 1213) ;
  - Muse dansant, bronze (MG 1217) ;
  - Cheval blessé, bronze (MG 1218) ;
  - Le général Duroc à Castiglione (MG 1214).
- Lyon, musée des Beaux-Arts : Duroc à Castiglione, 1890, plasticine[124].
- Bordeaux, musée des Beaux-Arts : Le Général Duroc à Castiglione (à droite) et Hérault de Murcie (à gauche). Bronzes. Musée de Grenoble.

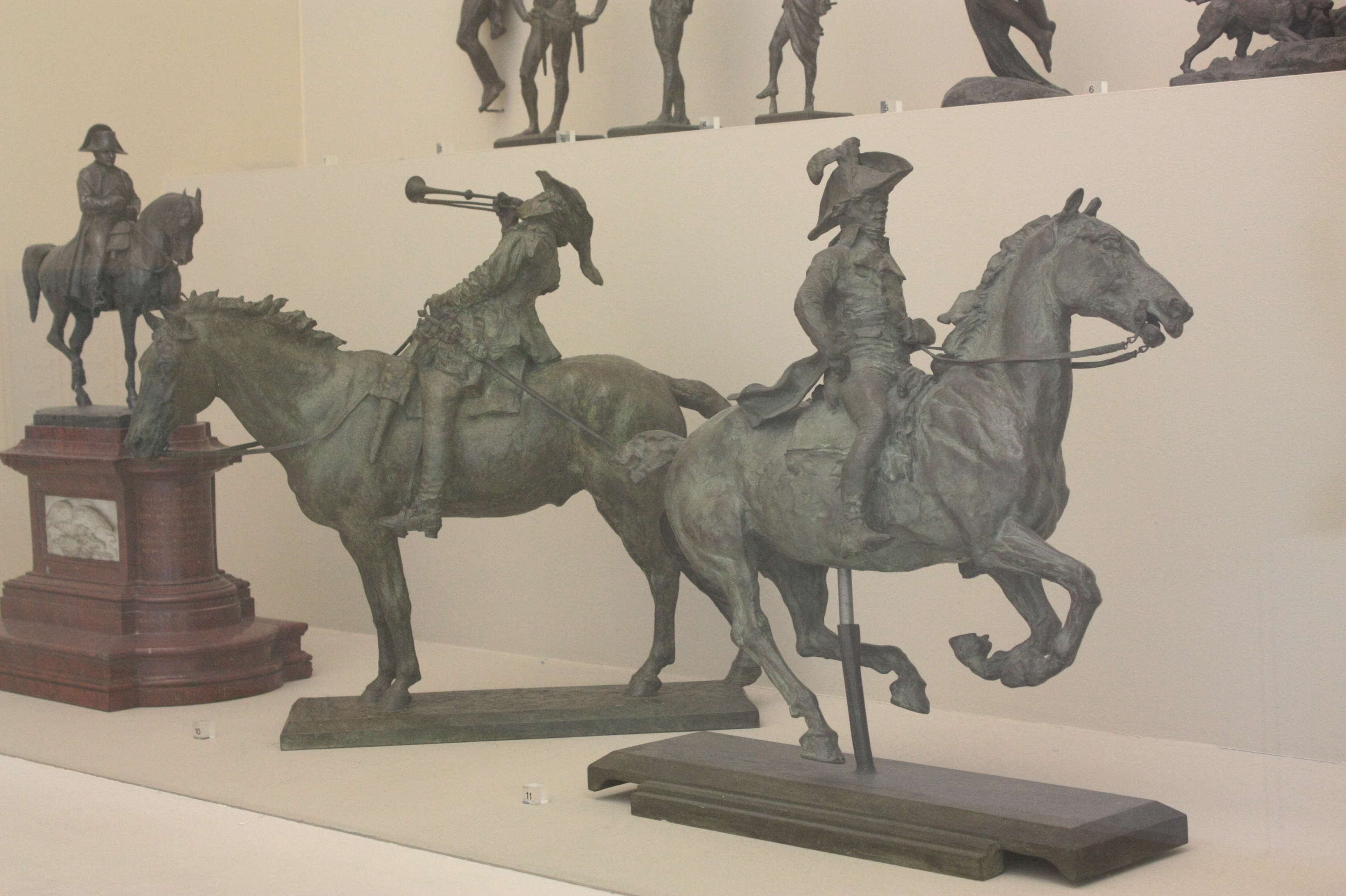
Le Général Duroc à Castiglione (à droite) et Hérault de Murcie (à gauche). Bronzes. Musée de Grenoble.

  - Le Cuirassier, réalisé après 1860, bronze[125] ;
  - Napoléon Ier en 1814, réalisé après 1860, bronze[126] ;
  - Cheval au trot, réalisé après 1860, bronze[127].
- Paris, musée d'Orsay :
  - Le Voyageur, entre 1878 et 1890, statuette en cire, tissu et cuir[128] ;
  - Cheval blessé, entre 1884 et 1893, bronze[129] ;
  - Le Héraut de Murcie, 1893, bronze[130].
- Reims, musée des Beaux-Arts : Le Voyageur (autre version), bronze[131].

## Illustrations
- Honoré de Balzac, La Maison du chat-qui-pelote, Le Bal de Sceaux, La Bourse, La Femme abandonnée, La Femme de trente ans.Louis XI à la Bastille. Issu de Notre-Dame de Paris de Victor Hugo.

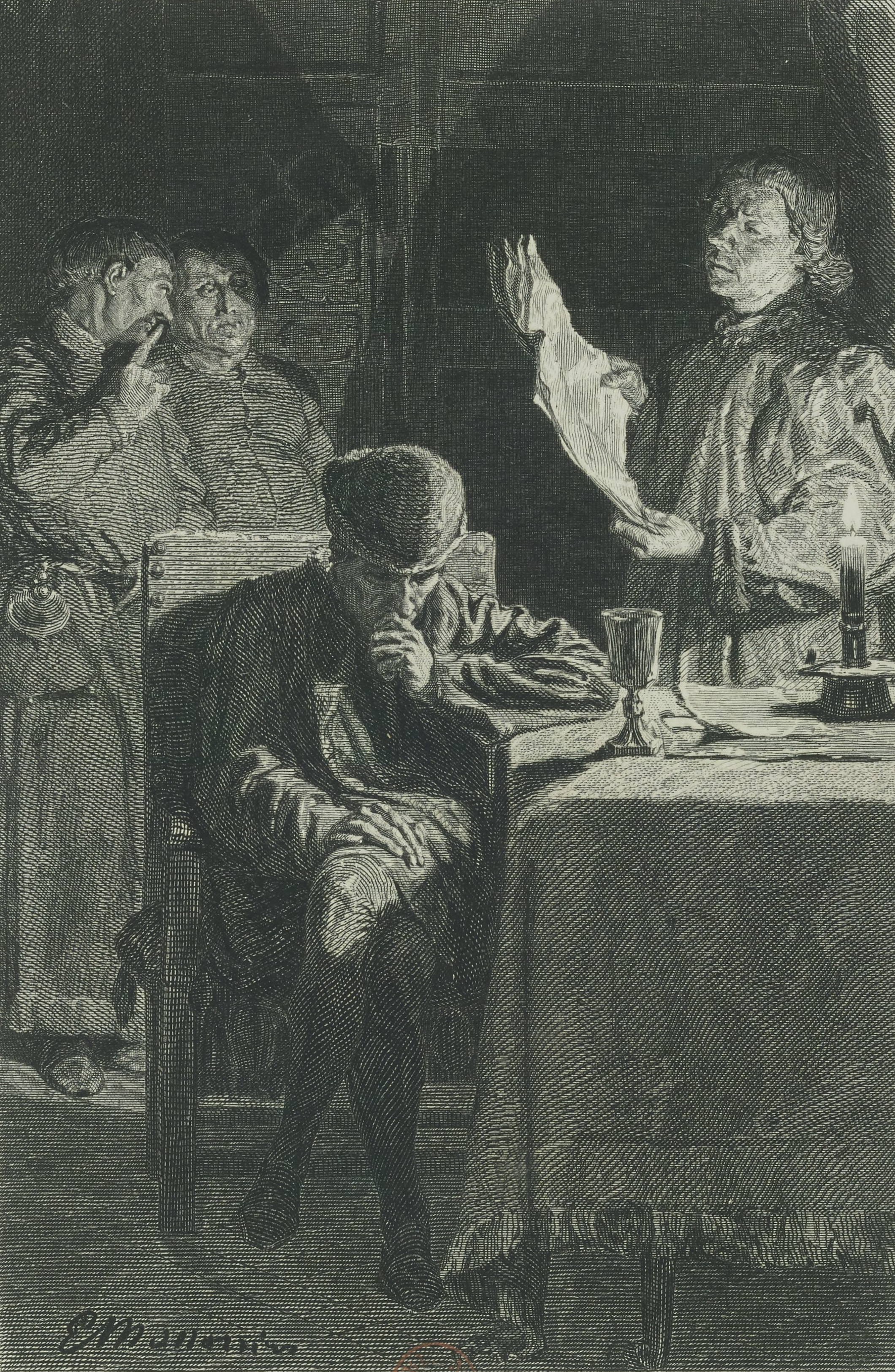
Louis XI à la Bastille. Issu de Notre-Dame de Paris de Victor Hugo.

- Bernardin de Saint-Pierre, Paul et Virginie, Curmer éditeur.
- Bernardin de Saint-Pierre, La Chaumière indienne, Curmer éditeur.
- Jules Richard (pseudonyme de Thomas Jules Richard Maillot), En campagne (deuxième série), tableaux et dessins de Meissonier, éd. Detaille, A. de Neuville, chez Boussod, Valadon et Cie successeurs de Goupil et Cie et Ludovic Baschet Librairie d'Art, Paris, s.d. (vers 1895).
- Victor Hugo, Notre-Dame de Paris, édition de 1876[23].
- Louis de Chevigné, Les Contes rémois[132].
- Curmer éditeur : Les français peints par eux-mêmes : encyclopédie morale du dix-neuvième siècle, 1840-1842[133]

## Expositions aux Salons et Expositions Universelles
Le Salon de Peinture et de Sculpture, abrégé dans le langage courant par « Salon », devient en 1880 le Salon des Artistes Français. Le Salon dit « de Mulhouse » est organisé par la Société des Arts de Mulhouse liée à la Société industrielle de Mulhouse.
Légende :  Médaille d'Honneur,  Médaille de première classe,  Médaille de deuxième classe,  Médaille de troisième classe.
- Salon de 1834 : Un sujet (aquarelle), Bourgeois flamands[135].
- Salon de 1836 : Le Petit Messager (sujet flamand), Les Joueurs d'échecs (sujet flamand)[136].
- Salon de 1838 : Religieux consolant un malade[137].
- Salon de 1839 : Le Docteur anglais (issu de la Chaumière Indienne de Bernardin de Saint-Pierre)[138].
- Salon de 1840 : Isaïe, Le Liseur, Saint Paul[139].
- Salon de 1841 : La Partie d'échecs[140].
- Salon de 1842 : Jeune homme jouant de la basse, Un fumeur[141].
- Salon de 1843 : Un peintre dans son atelier, Portrait d'homme (1), Portrait d'homme (2)[142].
- Salon de 1845 : Corps de garde, Jeune homme regardant des dessins, Partie de piquet[143].
- Salon de 1848 : Partie de boules, Soldats, Trois amis, Trois portraits[144].
- Salon de 1849 : Un homme fumant[145].
- Salon de 1850 : Joueur de luth, Le dimanche, Portrait, Souvenir de la guerre civile, Un peintre montrant ses dessins[146].
- Salon de 1852 : Bravi, Homme choisissant son épée, Jeune homme travaillant[147].
- Salon de 1853 : À l'ombre des bosquets chante un jeune poète (représentant Charles Reynaud), Paysage, Un jeune homme lit en déjeunant[148].
- Exposition Universelle de 1855 : Jeune homme travaillant, Joueurs de boule sous Louis XV, La lecture, Le dimanche ; les joueurs de tonneau, Les bravi, Portrait de Mme et de Mlle E. M...., Un homme dessinant, Un jeune homme lit en déjeunant, Une rixe[149].
- Salon de 1857 : Amateur de tableaux chez un peintre, Jeune homme du temps de la régence, Joueurs d'échecs (dessin), La confidence, L'attente, Portrait d'Alexandre Batta, Un homme à sa fenêtre, Un homme en armure, Un peintre[150].
- Salon de 1861 : Portrait de M. Louis Fould, Portrait de Mme. H. T..., L'Empereur à Solférino, Un maréchal ferrant, Un musicien, Un peintre[151].
- Salon de 1864 : L'Empereur à Solférino., 1814, La Campagne de France[152]
- Salon de 1865 : Portrait de M. Charles Meissonnier, Suites d'une querelle de jeu[153].
- Exposition Universelle de 1867 : L'attente, Le maréchal-ferrant, Portrait de Madame Henri Thénard, S. M. L'Empereur à Solférino, 1814, campagne de France, 1807, Lecture chez Diderot, Le Capitaine, Cavaliers se faisant servir à boire, Corps de garde, Portrait de M. G. Delahante, Lecture, L'Ordonnance, Renseignements; le général Desaix à l'armée de Rhin et de Moselle[154].
- Salon (de Mulhouse) de 1883 : Au balcon[155].
- Salon (de Mulhouse) de 1886 : Le voyageur[156].
- Salon (de Mulhouse) de 1890 : Dois-je entrer ? (aquarelle), Nobles vénitiens, Pasquale[157].
- Salon du Champ-de-Mars de 1890 : Octobre 1806[158].
- Salon du Champ-de-Mars de 1891 (posthume) : La Barricade[159].

## Galerie

Œuvres d'Ernest Meissonier
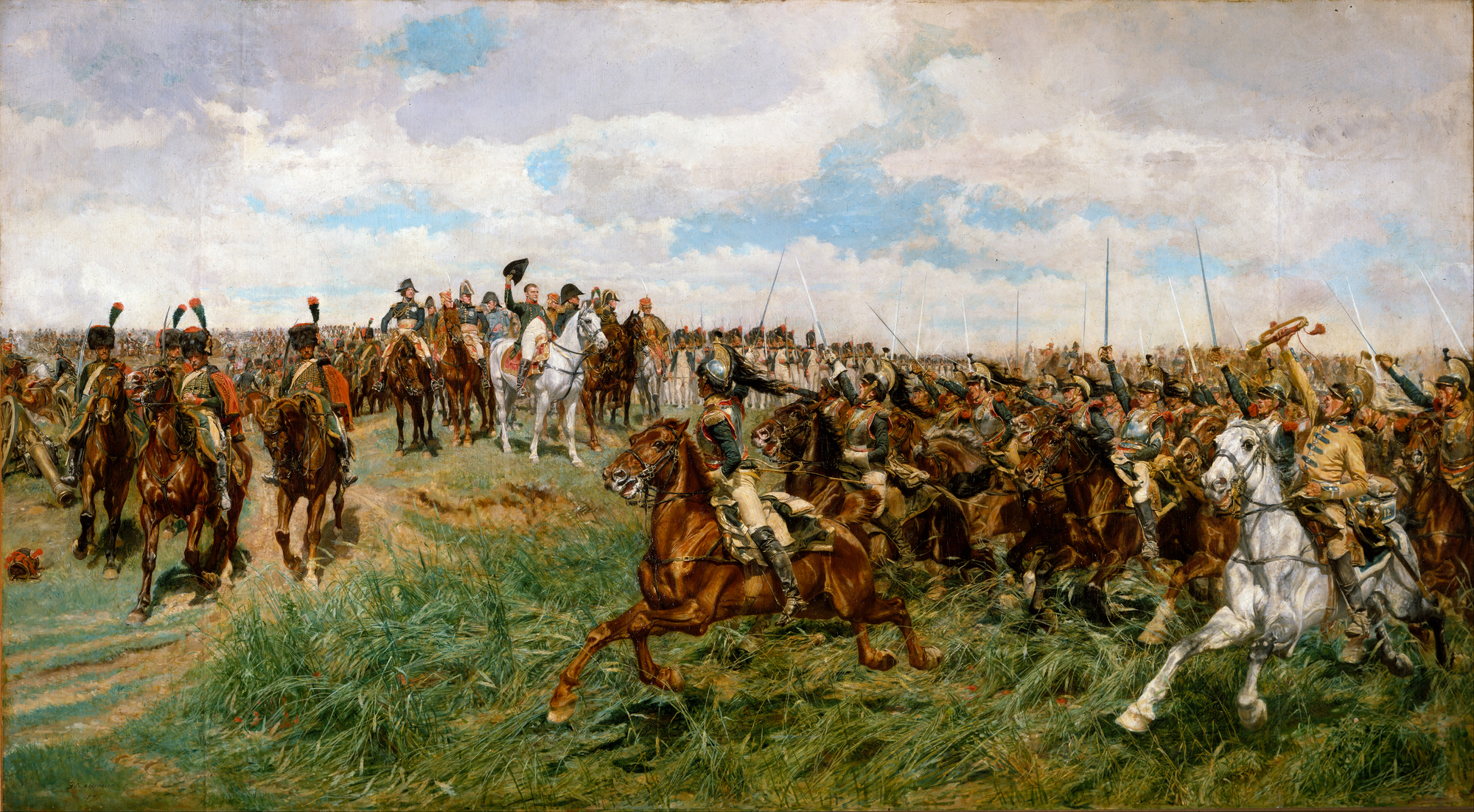
1807, Friedland (1875), New York, Metropolitan Museum of Art.
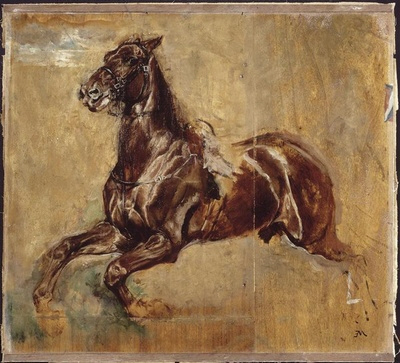
Étude de cheval, Bayonne, musée Bonnat-Helleu.
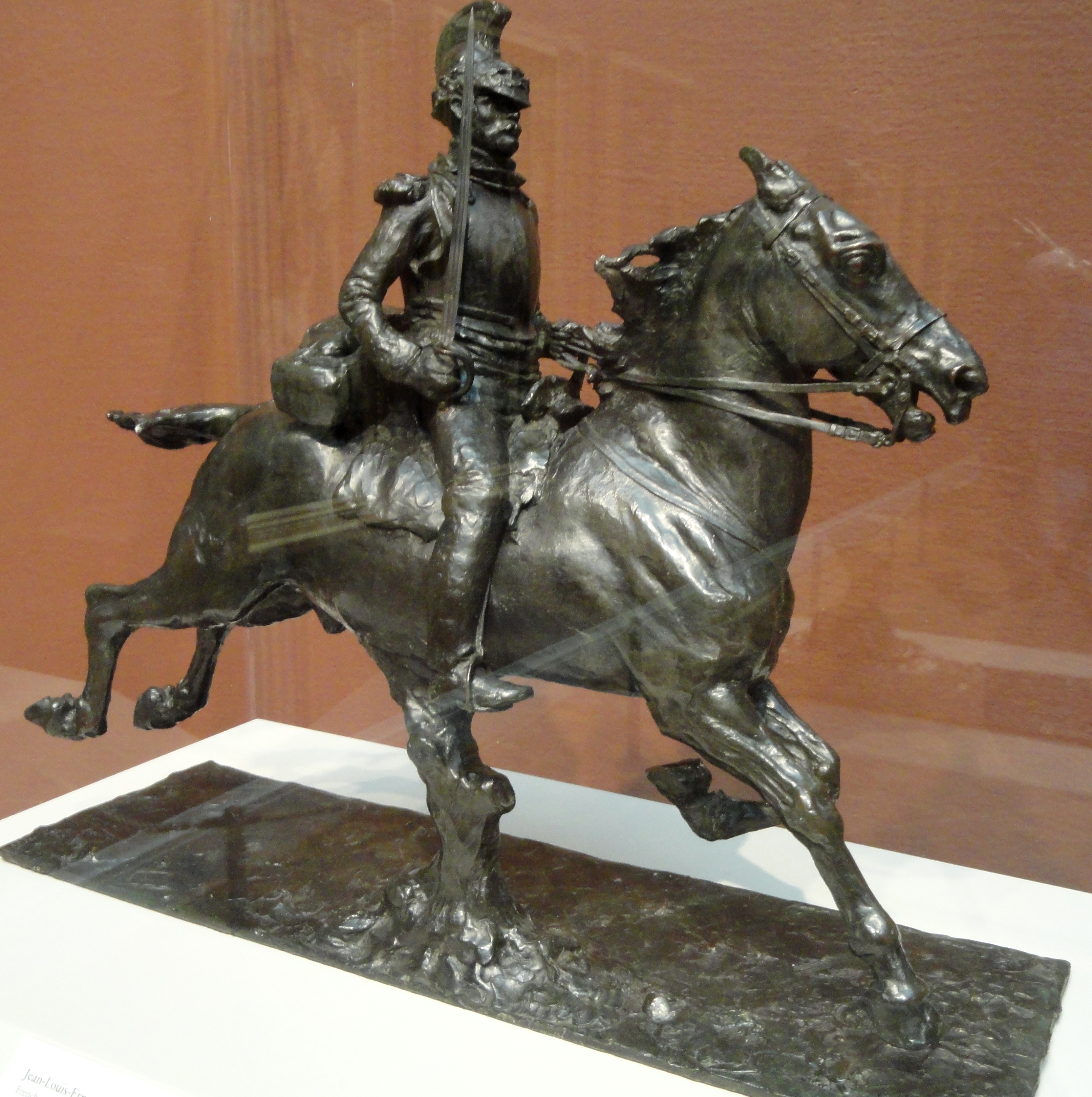
Cuirassier sabre au clair (vers 1872), bronze, Art Institute of Chicago.
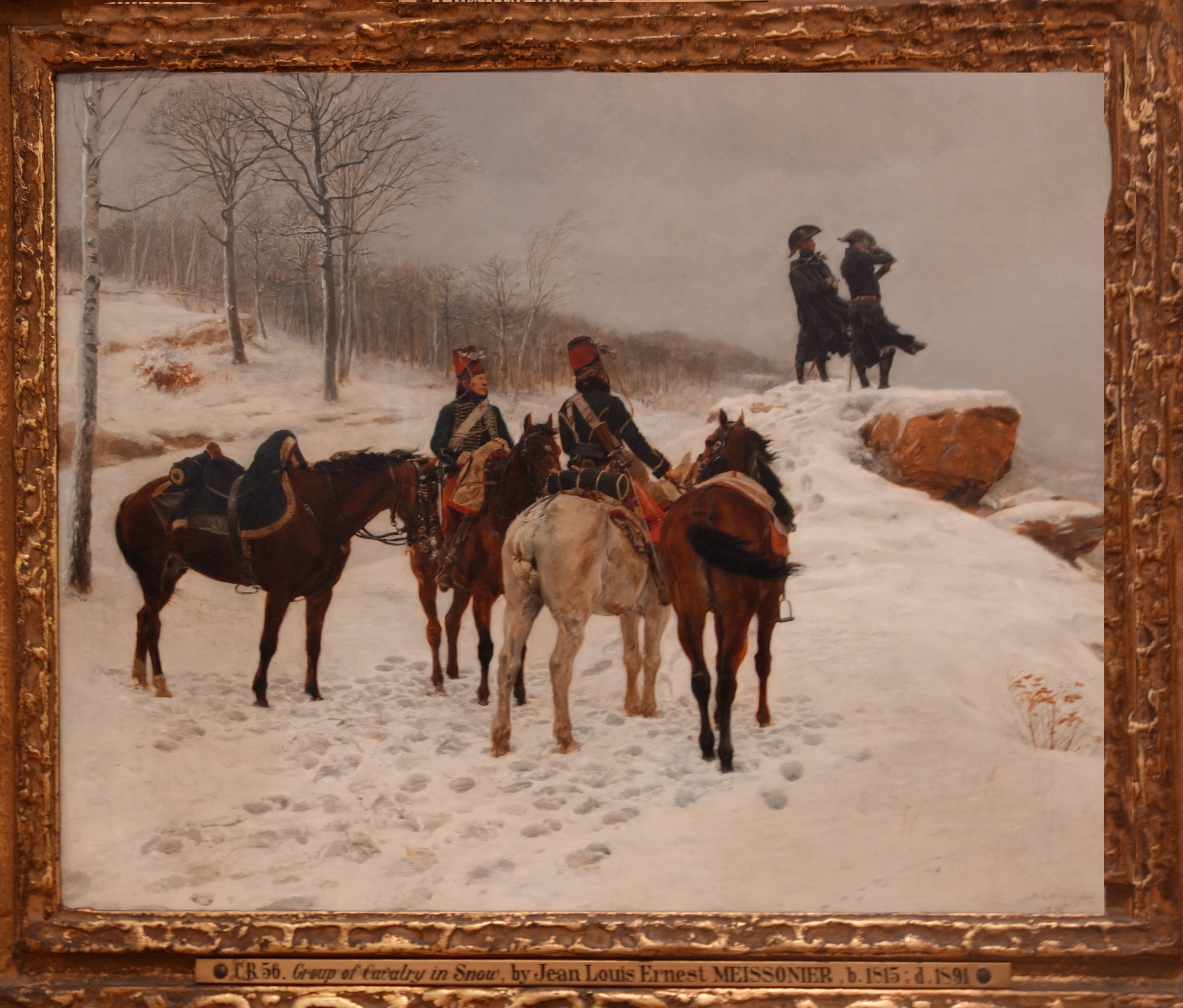
Moreau et Dessoles devant Hohenlinden en décembre 1800 (1875. National Gallery of Ireland Dublin - Peinture sur bois, Dimensions: 37,5 × 47 cm)
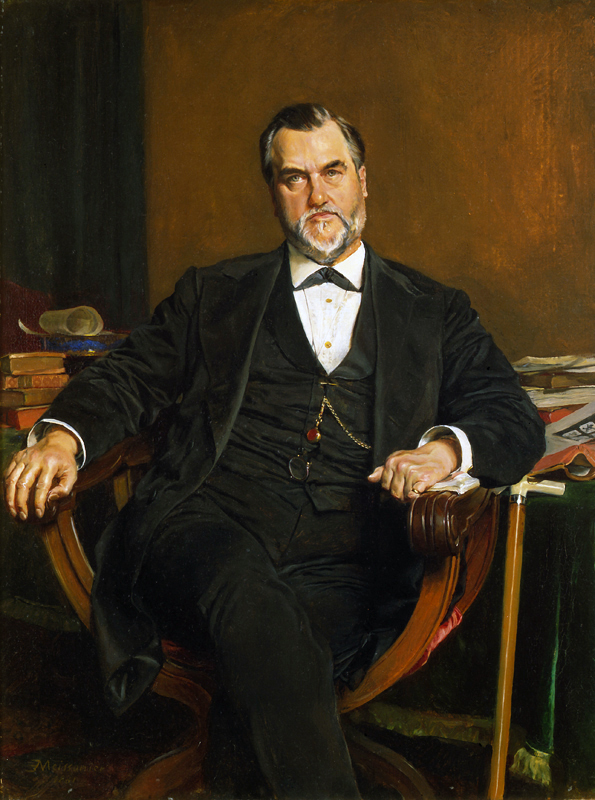
Leland Stanford (1881), Stanford, Iris & B. Gerald Cantor Center for Visual Arts.
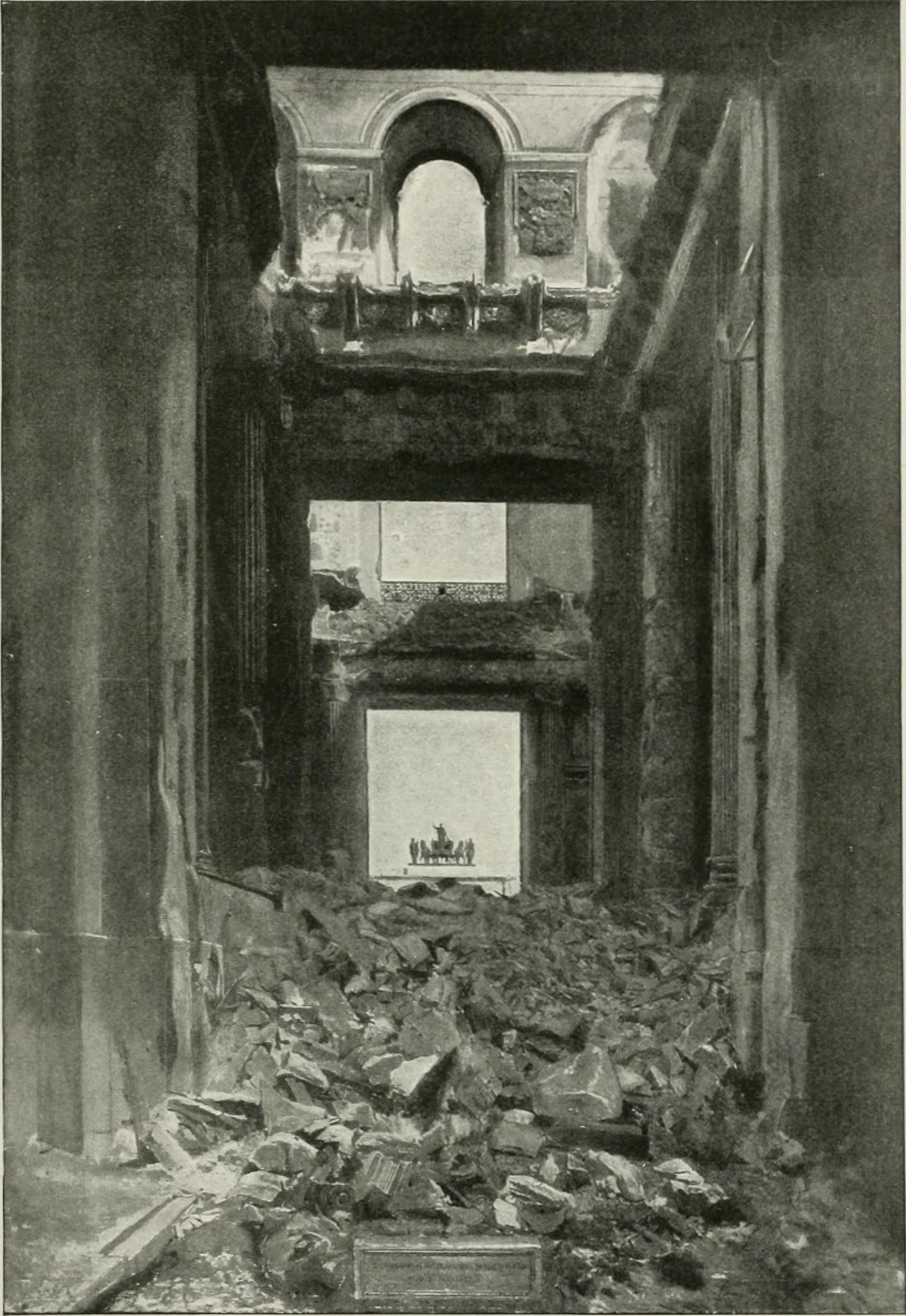
Photographie en noir et blanc du tableau Les Ruines des Tuileries
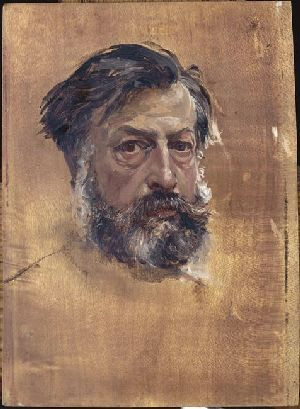
Autoportrait (vers 1865), Paris, musée d'Orsay.
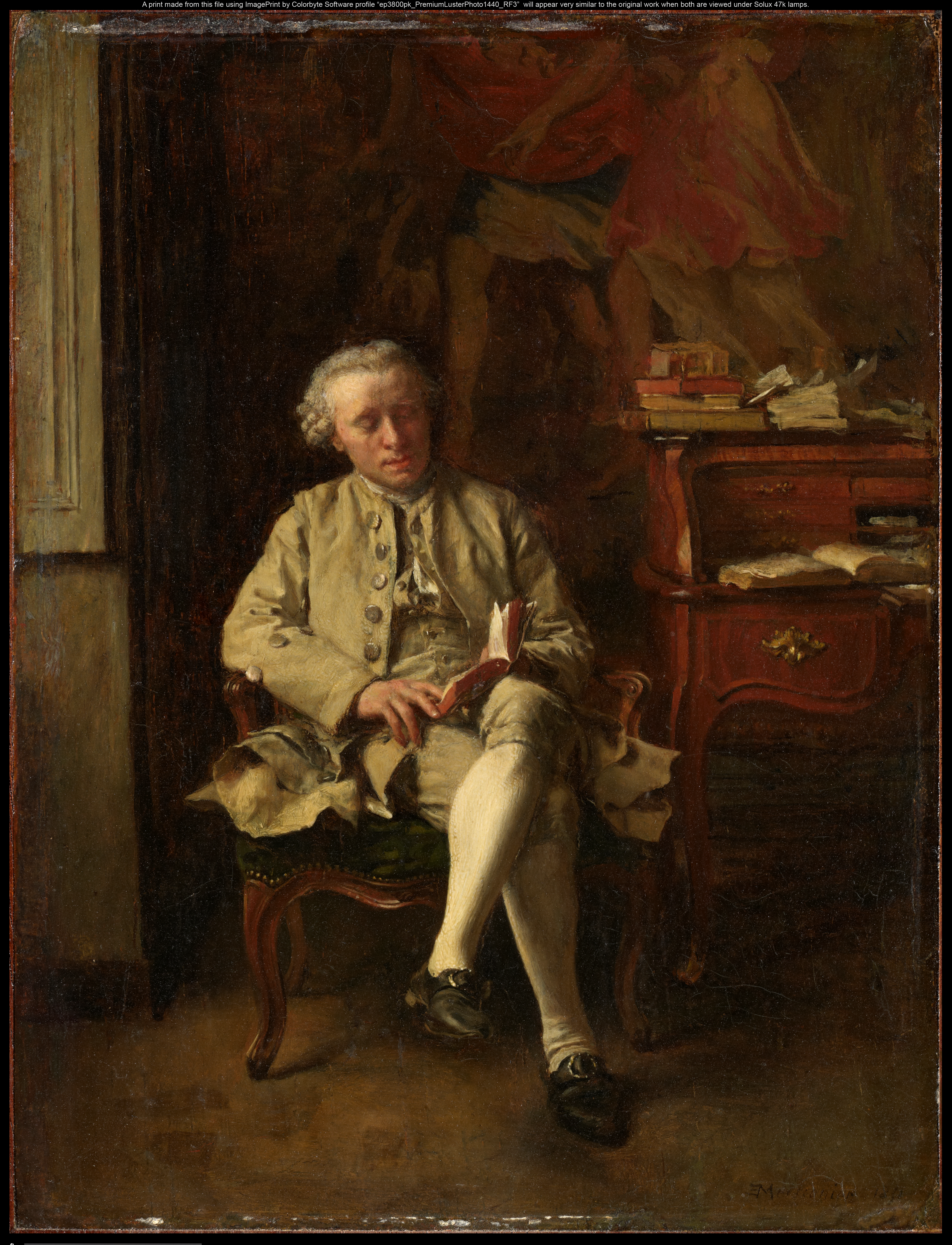
Man Reading, 1851. Clark Art Institute.
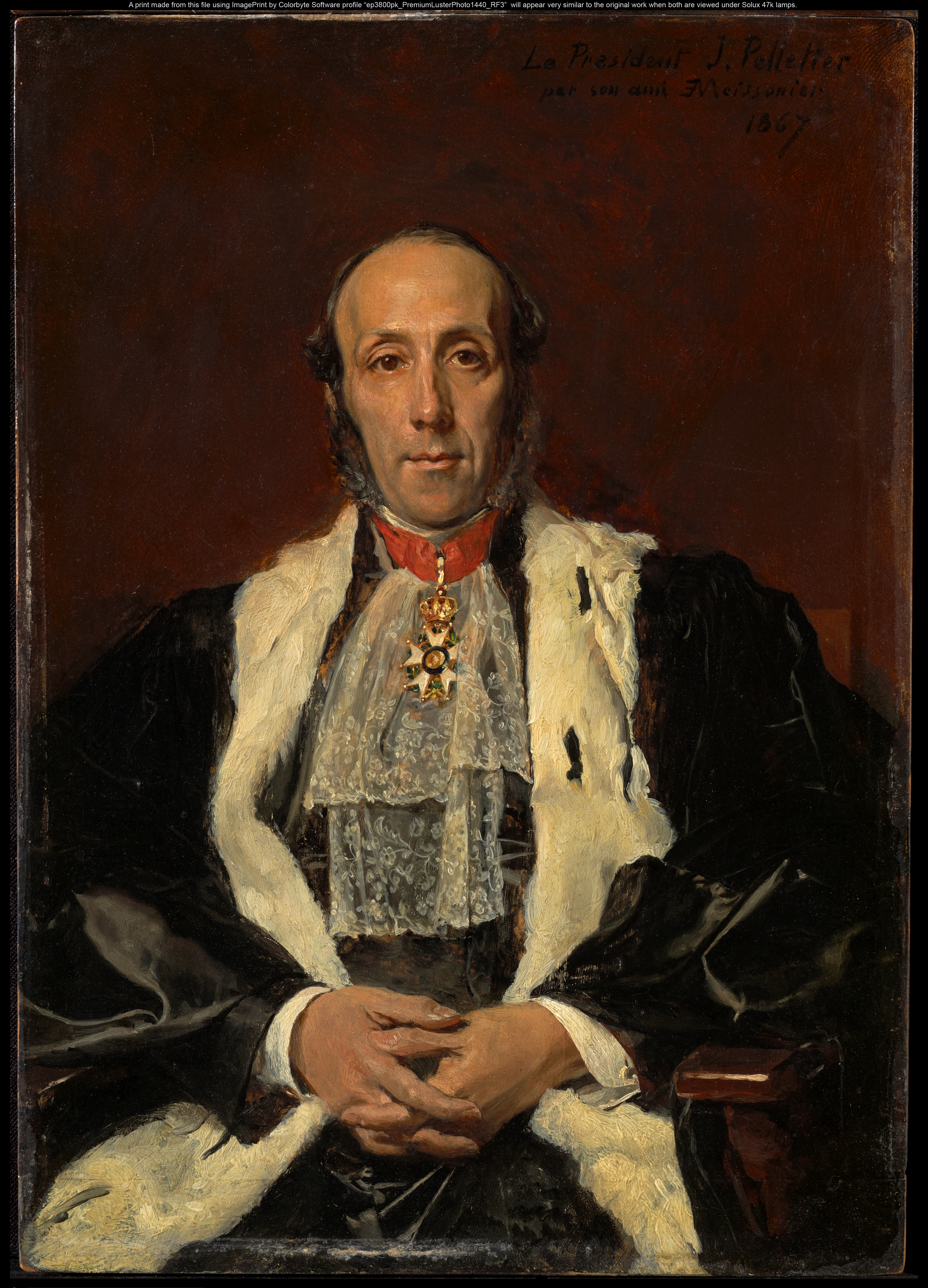
Jules Pelletier, 1867. Clark Art Institute.
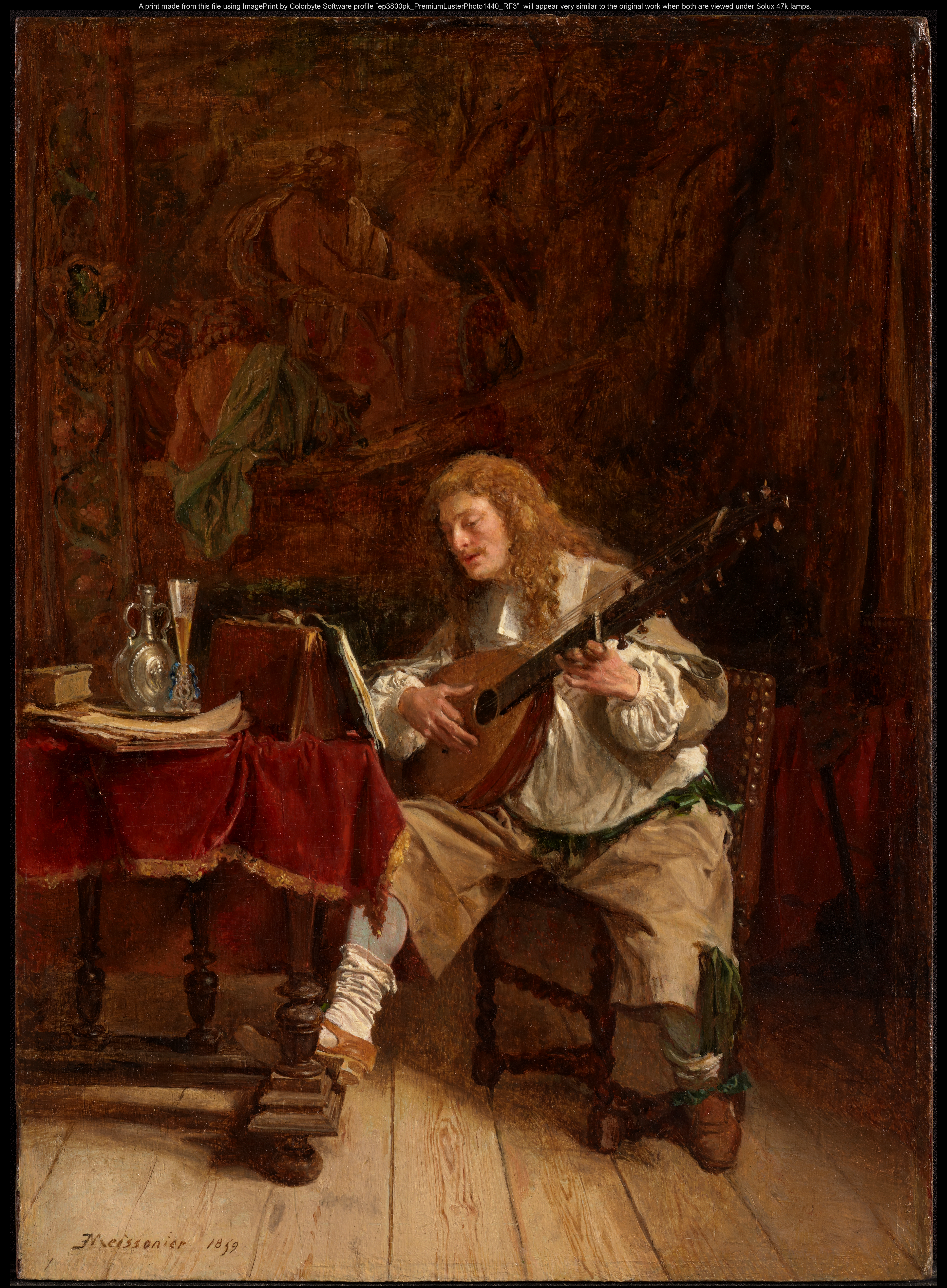
The Musician, 1859. Clark Art Institute.

## Élèves notables
- Gabriel Coffinières de Nordeck
- Édouard Detaille (1848-1912)
- Daniel Ridgway Knight
- Adolphe Alexandre Lesrel (1839-1929)
- Charles Meissonier (son fils)[160]
- Alphonse Moutte
- Louis Monziès
- Lucien Gros[161]

## Anecdotes
- Il fut un fervent adversaire de la peinture d’Édouard Manet qui servit sous ses ordres durant la guerre de 1870[162].
- Dans son entretien avec Denise Glaser en 1971, Salvador Dalí fait l'apologie d'Ernest Meissonier, le qualifiant de « rossignol du pinceau », par opposition au « plus mauvais peintre de France », Paul Cézanne[163]. Il évoque aussi Ernest Meissonier dans un entretien de 1967 mené par France Nadeau, dans lequel il affirme que la technique sublime de Meissonier dépasse bien souvent celle de Raphaël.

## Hommages
La rue Meissonier dans le 17e arrondissement de Paris et la place Meissonnier dans le 1er arrondissement de Lyon lui rendent hommage.
- Officier de l'ordre de Léopold (16 novembre 1863)[164].

Antonin Mercié a réalisé vers 1891 un monument en marbre le représentant, et installé depuis 1981 dans le parc Meissonier à Poissy. Dimensions : 2,34 × 1,48 × 1,95 mètre avec un piédestal de 1,70 mètre de hauteur.

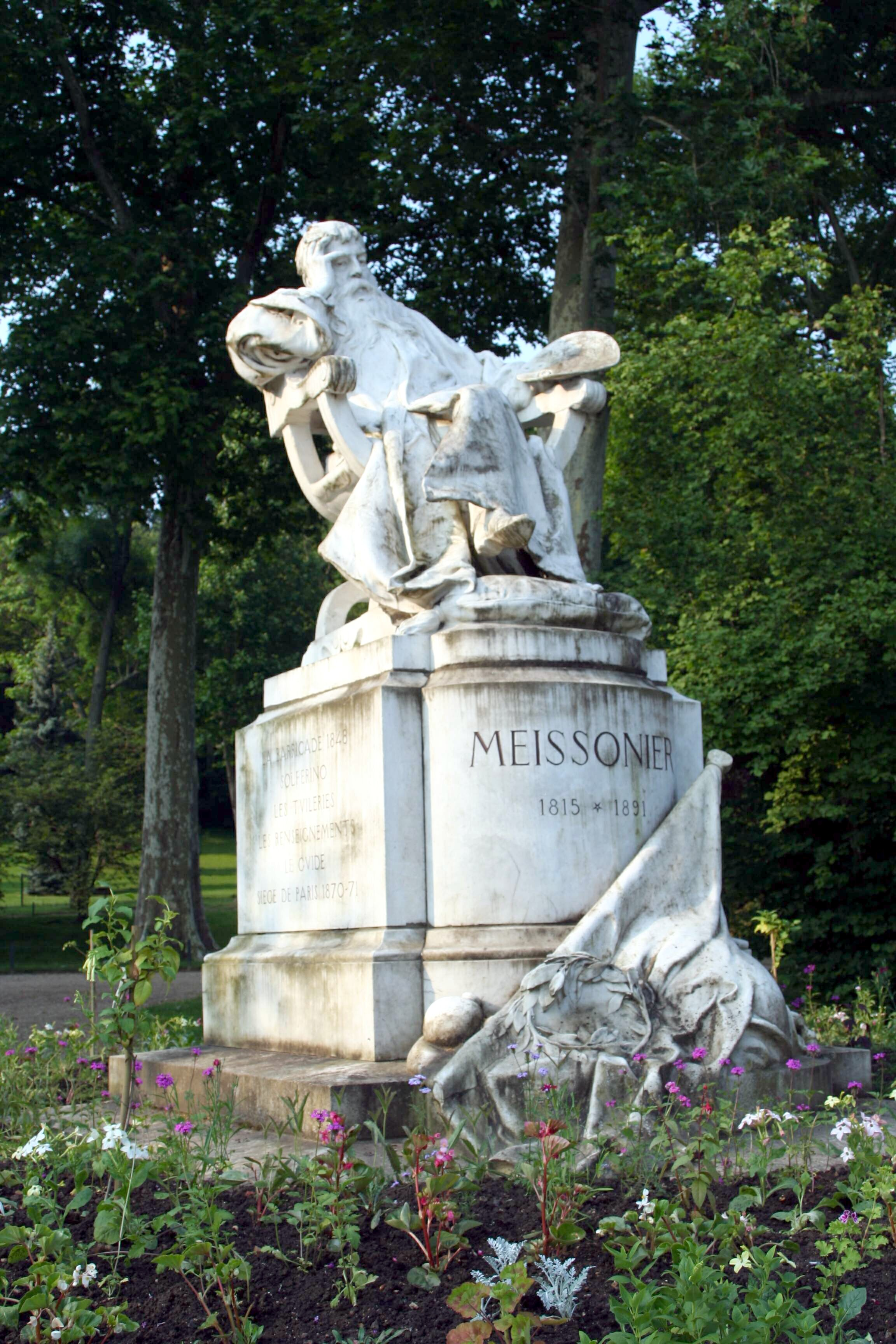
Monument d'Ernest Meissonier réalisé par Antonin Mercié. Situé dans le parc Meissonier à Poissy.

### Iconographie
- Portrait de E. Meissonier, graveur au travail dans son atelier, 1863, reproduction photographique de Robert Jefferson Bingham photographe, Paris, Bibliothèque nationale de France.
- Robert Jefferson Bingham, Portrait en pied de Ernest Meissonier devant un chevalet en intérieur, un chien couché à ses pieds, 1867, tirage photographique, Londres, National Portrait Gallery.